# Harry Trott
George Henry Stevens «Harry» Trott (5 de agosto de 1866-10 de noviembre de 1917) fue un jugador de críquet australiano que jugó veinticuatro partidos de prueba como all-rounder entre 1888 y 1898. Notable por ser un bateador versátil, jugador de bolos de giro y jardinero excepcional, «... se le recuerda mejor por ser un capitán y juez comprensivo de la naturaleza humana». Después de un periodo de crisis disciplinaria en el críquet australiano, Trott fue el primero de una sucesión de capitanes australianos asertivos que incluyó a Joe Darling, Monty Noble y Clem Hill, responsables de devolverle prestigio al equipo de pruebas. Trott era respetado por compañeros y adversarios por igual por su capacidad analítica en cada partido, ya que era capaz de detectar la debilidad del oponente con rapidez. Era un bateador diestro, conocido por su defensa sólida y su bateo vigoroso. 
Trott comenzó su trayectoria en el críquet en 1888 en una gira por Inglaterra, país que habría de visitar en otras tres ocasiones (1890, 1893 y 1896), anotando más de 1000 carreras cada uno de esos años. En la gira de 1896, fue elegido como capitán por sus compañeros de equipo. Pese a que Inglaterra ganó la serie The Ashes y retuvo el título, la habilidad de Trott como capitán fue notable durante el transcurso de la serie. En la serie de vuelta efectuada en Australia durante la temporada 1897-98, el equipo de Trott tuvo más éxito y ganó la serie de cinco pruebas con un marcador de 4-1. En ese entonces la federación de las colonias australianas estaba en una cierta inestabilidad, por lo que la victoria del equipo de críquet hizo que Trott fuera catalogado como una «institución nacional» y su equipo distinguido por haber «hecho más por la federación de corazones australianos que todos los grandes delegados juntos».
Una enfermedad mental grave terminó abruptamente con su carrera en partidos de prueba cuando tenía 31 años de edad. Agobiado por una serie de ataques en 1898, sufrió de insomnio, apatía y pérdida de memoria. Incapaz de recuperar la lucidez, fue internado en un hospital psiquiátrico durante más de un año. Después de que fue dado de alta, no obstante, regresó al críquet y continuó jugando para el club South Melbourne, de su natal Victoria. Tras retirarse, Trott trabajó como seleccionador de Victoria por algunos años. Aparte del críquet, trabajó como cartero y correo clasificador. Murió de cáncer en 1917, a los 51 años de edad.